# NASCAR Grand National de 1963
A Temporada da NASCAR Grand National de 1963 foi a 15º edição da Nascar, com 55 etapas disputadas o campeão foi Joe Weatherly.

## Calendário
| N. | Data   | Corrida                    | Circuito                             | Campeão           | Segundo          | Terceiro        |
| 1  | 4-nov  | Race 1                     | Fairgrounds Raceway1                 | Jim Paschal       | Richard Petty    | Buck Baker      |
| 2  | 11-nov | Race 2                     | Golden Gate Speedway2                | Richard Petty     | Jim Paschal      | Joe Weatherly   |
| 3  | 22-nov | Turkey Day 200             | Tar Heel Speedway3                   | Jim Paschal       | Joe Weatherly    | Tommy Irwin     |
| 4  | 20-jan | Riverside 500              | Riverside International Raceway      | Dan Gurney        | A.J. Foyt        | Troy Ruttman    |
| 5  | 22-feb | Daytona 500 Qualifier #1   | Daytona International Speedway       | Junior Johnson    | Paul Goldsmith   | A.J. Foyt       |
| 6  | 22-feb | Daytona 500 Qualifier #2   | Daytona International Speedway       | Johnny Rutherford | Rex White        | Fred Lorenzen   |
| 7  | 24-feb | Daytona 500                | Daytona International Speedway       | Tiny Lund         | Fred Lorenzen    | Ned Jarrett     |
| 8  | 2-mrt  | Race 8                     | Piedmont Interstate Fairgrounds      | Richard Petty     | Ned Jarrett      | Jim Paschal     |
| 9  | 3-mrt  | Race 9                     | Asheville-Weaverville Speedway       | Richard Petty     | Buck Baker       | Junior Johnson  |
| 10 | 10-mrt | Race 10                    | Occoneechee Speedway                 | Junior Johnson    | Jim Paschal      | Richard Petty   |
| 11 | 17-mrt | Atlanta 500                | Atlanta Motor Speedway               | Fred Lorenzen     | Fireball Roberts | Bobby Johns     |
| 12 | 24-mrt | Hickory 250                | Hickory Motor Speedway               | Junior Johnson    | Richard Petty    | Ned Jarrett     |
| 13 | 31-mrt | Southeastern 400           | Bristol Motor Speedway               | Fireball Roberts  | Fred Lorenzen    | Junior Johnson  |
| 14 | 4-apr  | Race 14                    | Augusta Speedway4                    | Ned Jarrett       | Richard Petty    | Curtis Crider   |
| 15 | 7-apr  | Richmond 250               | Richmond International Raceway       | Joe Weatherly     | Ned Jarrett      | Rex White       |
| 16 | 13-apr | Greenville 200             | Greenville-Pickens Speedway          | Buck Baker        | Ned Jarrett      | G.C. Spencer    |
| 17 | 14-apr | South Boston 400           | South Boston Speedway                | Richard Petty     | Jim Paschal      | Ned Jarrett     |
| 18 | 15-apr | Race 18                    | Bowman Gray Stadium                  | Jim Paschal       | Fred Harb        | Larry Thomas    |
| 19 | 21-apr | Virginia 500               | Martinsville Speedway                | Richard Petty     | Tiny Lund        | Darel Dieringer |
| 20 | 28-apr | Gwyn Staley 400            | North Wilkesboro Speedway            | Richard Petty     | Fred Lorenzen    | Tiny Lund       |
| 21 | 2-mei  | Columbia 200               | Columbia Speedway                    | Richard Petty     | Buck Baker       | Ned Jarrett     |
| 22 | 5-mei  | Race 22                    | Tar Heel Speedway3                   | Jim Paschal       | Joe Weatherly    | Ned Jarrett     |
| 23 | 11-mei | Rebel 300                  | Darlington Raceway                   | Joe Weatherly     | Fireball Roberts | Richard Petty   |
| 24 | 18-mei | Race 24                    | Old Dominion Speedway5               | Richard Petty     | Ned Jarrett      | Jim Paschal     |
| 25 | 19-mei | Race 25                    | Southside Speedway6                  | Ned Jarrett       | Richard Petty    | Larry Thomas    |
| 26 | 2-jun  | World 600                  | Charlotte Motor Speedway             | Fred Lorenzen     | Junior Johnson   | Rex White       |
| 27 | 9-jun  | Race 27                    | Fairgrounds Raceway1                 | Richard Petty     | Junior Johnson   | Buck Baker      |
| 28 | 30-jun | Dixie 400                  | Atlanta Motor Speedway               | Junior Johnson    | Fred Lorenzen    | Marvin Panch    |
| 29 | 4-jul  | Firecracker 400            | Daytona International Speedway       | Fireball Roberts  | Fred Lorenzen    | Marvin Panch    |
| 30 | 7-jul  | Speedorama 200             | Rambi Raceway7                       | Ned Jarrett       | Buck Baker       | Joe Weatherly   |
| 31 | 10-jul | Race 31                    | Savannah Speedway                    | Ned Jarrett       | David Pearson    | Jimmy Pardue    |
| 32 | 11-jul | Race 32                    | Dog Track Speedway8                  | Jimmy Pardue      | Ned Jarrett      | Buck Baker      |
| 33 | 13-jul | Race 33                    | Bowman Gray Stadium                  | Glen Wood         | Ned Jarrett      | Buck Baker      |
| 34 | 14-jul | Race 34                    | New Asheville Speedway               | Ned Jarrett       | Richard Petty    | David Pearson   |
| 35 | 19-jul | Race 35                    | Old Bridge Stadium9                  | Fireball Roberts  | Rex White        | Fred Lorenzen   |
| 36 | 21-jul | Race 36                    | Bridgehampton Raceway10              | Richard Petty     | Fred Lorenzen    | Marvin Panch    |
| 37 | 28-jul | Volunteer 500              | Bristol Motor Speedway               | Fred Lorenzen     | Richard Petty    | Jim Paschal     |
| 38 | 30-jul | Pickens 200                | Greenville-Pickens Speedway          | Richard Petty     | Ned Jarrett      | Buck Baker      |
| 39 | 4-aug  | Nashville 400              | Music City Motorplex                 | Jim Paschal       | Billy Wade       | Joe Weatherly   |
| 40 | 8-aug  | Sandlapper 200             | Columbia Speedway                    | Richard Petty     | David Pearson    | Bobby Isaac     |
| 41 | 11-aug | Western North Carolina 500 | Asheville-Weaverville Speedway       | Fred Lorenzen     | Richard Petty    | Jim Paschal     |
| 42 | 14-aug | Race 42                    | Piedmont Interstate Fairgrounds      | Ned Jarrett       | Richard Petty    | Buck Baker      |
| 43 | 16-aug | International 200          | Bowman Gray Stadium                  | Junior Johnson    | Richard Petty    | Glen Wood       |
| 44 | 18-aug | Mountaineer 300            | West Virginia International Speedway | Fred Lorenzen     | Joe Weatherly    | Jim Paschal     |
| 45 | 2-sep  | Southern 500               | Darlington Raceway                   | Fireball Roberts  | Marvin Panch     | Fred Lorenzen   |
| 46 | 6-sep  | Buddy Shuman 250           | Hickory Motor Speedway               | Junior Johnson    | G.C. Spencer     | Bob Welborn     |
| 47 | 8-sep  | Capital City 300           | Richmond International Raceway       | Ned Jarrett       | Rex White        | Larry Frank     |
| 48 | 22-sep | Old Dominion 500           | Martinsville Speedway                | Fred Lorenzen     | Marvin Panch     | Joe Weatherly   |
| 49 | 24-sep | Race 49                    | Dog Track Speedway8                  | Ned Jarrett       | Joe Weatherly    | David Pearson   |
| 50 | 19-sep | Wilkes 250                 | North Wilkesboro Speedway            | Marvin Panch      | Fred Lorenzen    | Nelson Stacy    |
| 51 | 5-okt  | Race 51                    | Tar Heel Speedway3                   | Richard Petty     | Joe Weatherly    | Bob Welborn     |
| 52 | 13-okt | National 400               | Charlotte Motor Speedway             | Junior Johnson    | Fred Lorenzen    | Marvin Panch    |
| 53 | 20-okt | South Boston 400           | South Boston Speedway                | Richard Petty     | David Pearson    | Joe Weatherly   |
| 54 | 27-okt | Race 54                    | Occoneechee Speedway                 | Joe Weatherly     | Bob Welborn      | Doug Cooper     |
| 55 | 3-nov  | Golden State 400           | Riverside International Raceway      | Darel Dieringer   | Dave MacDonald   | Marvin Panch    |

- 1 Er werden tussen 1958 en 1968 acht races gehouden in Birmingham, Alabama op de Fairgrounds Raceway.
- 2 Er werd in 1963 eenmalig een race gehouden in Tampa op de Golden Gate Speedway.
- 3 Er werden in 1963 drie races gehouden in Randleman op de Tar Heel Speedway.
- 4 Er werden tussen 1962 en 1969 twaalf races gehouden in Augusta op de Augusta Speedway.
- 5 Er werden tussen 1958 en 1966 zeven races gehouden in Manassas op de Old Dominion Speedway.
- 6 Er werden tussen 1961 en 1963 vier races gehouden in Richmond op de Southside Speedway.
- 7 Er werden tussen 1958 en 1965 negen races gehouden in Myrtle Beach op de Rambi Raceway.
- 8 Er werden tussen 1962 en 1966 zeven races gehouden in Currituck County op de Dog Track Speedway.
- 9 Er werden tussen 1956 en 1965 zes races gehouden in Old Bridge op de Old Bridge Stadium.
- 10 Er werden tussen 1958 en 1966 vier races gehouden in Bridgehampton op de Bridgehampton Raceway.

## Classificação final
| 1  | Joe Weatherly    | 33398 |
| 2  | Richard Petty    | 31170 |
| 3  | Fred Lorenzen    | 29684 |
| 4  | Ned Jarrett      | 27214 |
| 5  | Fireball Roberts | 22642 |
| 6  | Jimmy Pardue     | 22228 |
| 7  | Darel Dieringer  | 21418 |
| 8  | David Pearson    | 21156 |
| 9  | Rex White        | 20976 |
| 10 | Tiny Lund        | 19624 |